# Whitewater (Wisconsin)
Pour les articles homonymes, voir Whitewater.
La ville de Whitewater est située dans le comté de Jefferson et le comté de Walworth, dans l’État du Wisconsin. Lors du recensement de 2010, sa population s’élevait à 14 390 habitants. Sa superficie totale est de 23,47 km2. La ville abrite l'université du Wisconsin à Whitewater.

## Source
- (en) Cet article est partiellement ou en totalité issu de l’article de Wikipédia en anglais intitulé « Whitewater, Wisconsin » (voir la liste des auteurs).